# Tuxtla Chico
Tuxtla Chico è un comune del Messico, situato nello stato di Chiapas.